# XT4S1S
«XT4S1S» es una canción de la cantante mexicana Danna Paola, fue lanzada el 12 de agosto de 2022, a través de Universal Music Group México como el primer sencillo de su séptimo álbum de estudio Childstar. La pista fue escrita y producida por ella misma junto al cantante Alex Hoyer.

## Posicionamiento en listas
| Lista (2022)                                 | Mejor posición |
| -------------------------------------------- | -------------- |
| México Mexico Songs (Billboard)              | 16             |
| México (Monitor Latino)                      | 4              |
| Estados Unidos Latin Pop Airplay (Billboard) | 24             |